# Прусевич Олександр Миколайович
Олекса́ндр Микола́йович Прусе́вич (пол. Aleksander Prusiewicz; рос. Александр Николаевич Прусевич; 21 лютого 1878, село Окопи, нині Чортківського району Тернопільської області — 1944, Львів) — польський історик, етнограф, природознавець, бібліограф, музеєзнавець, дослідник Поділля та Волині.

## Біографія
У 1900—1905 роках навчався на геологічному факультеті Московського університету. Під впливом Василя Ключевського захопився в університеті історією. Перебуваючи на геологічній практиці в Подільській губернії, зацікавався історією етнографією, природою краю.
У 1907—1915 роках був головним охоронцем Кам'янець-Подільського давньосховища (нині Кам'янець-Подільський державний історичний музей-заповідник). Одночасно в 1911—1916 роках завідував бібліотекою та фондами Товариства подільських природодослідників і любителів природи.
1919 року емігрував на Західну Україну. Від 1921 року був інспектором у справах кустарного промислу Волинського округу. У 1940—1941 роках працював у Львівському етнографічному музеї.

## Праці
- Kamieniec Podolski. Szkic historyczny. — Kijów — Warszawa, Nakładem księgarni Leona Idzikowskiego, 1915.
- Историко-статистические и этнографические заметки о м. Зенькове Летичевского уезда // Подольские епархиальные ведомости. — 1905. — № 14. — С. 321—329; № 15. — С. 346—351.
- Miasteczko Zińków na Podolu // Ruś. — 1911. — T. 1. — № 3. — S. 239—265.
- Обзор данных о кустарных промыслах Подольской губернии. — Каменец-Подольский, 1913.
- Klasztory katolickie w dzisiejszem Łucku. — Łuck, 1922. — 205 s.
- Zamki i fortece na Wołyniu // Dziennik Wołyński. — 1922. — № 35, 38.
- Przemysł ludowy na Wołyniu // Życie Wołynia. — 1925. — № 43.
- Библіографическій указатель по медицинъ и гигіенъ Подольской губерніи съ 1714 по 1913 годъ включительно: указатель: [Електронна копія друк. вид.] / А. Н. Прусевичъ ; Врачебно- Санитарное бюро Подольской Губернской Земской Управы. — Каменецъ- Подольскъ: Типографія Подольскаго Губернскаго Правленія, 1914. — 74 с